# Newell (Kalifornia)
Newell – jednostka osadnicza w Stanach Zjednoczonych, w stanie Kalifornia, w hrabstwie Modoc.